# Otto Gödel
Otto Gödel (* 5. September 1922 in Leistadt; † 7. Oktober 2002 in Bad Dürkheim) war ein deutscher Winzer, der in der Pfalz als Heimatforscher auf dem Gebiet der Vor- und Frühgeschichte bekannt wurde.

## Leben
Gödel wurde in Leistadt, seit 1969 Stadtteil von Bad Dürkheim, als Sohn einer Winzerfamilie geboren. Er besuchte zuerst die Realschule, bevor er die Obst- und Weinbauschule in Neustadt an der Haardt absolvierte. Mit 18 Jahren wurde er zum Kriegsdienst in der Wehrmacht eingezogen. Nach zwei schweren Verwundungen und dem Verlust eines Beines wurde er entlassen und begann im Familienbetrieb zu arbeiten.

## Wissenschaftliche Betätigung

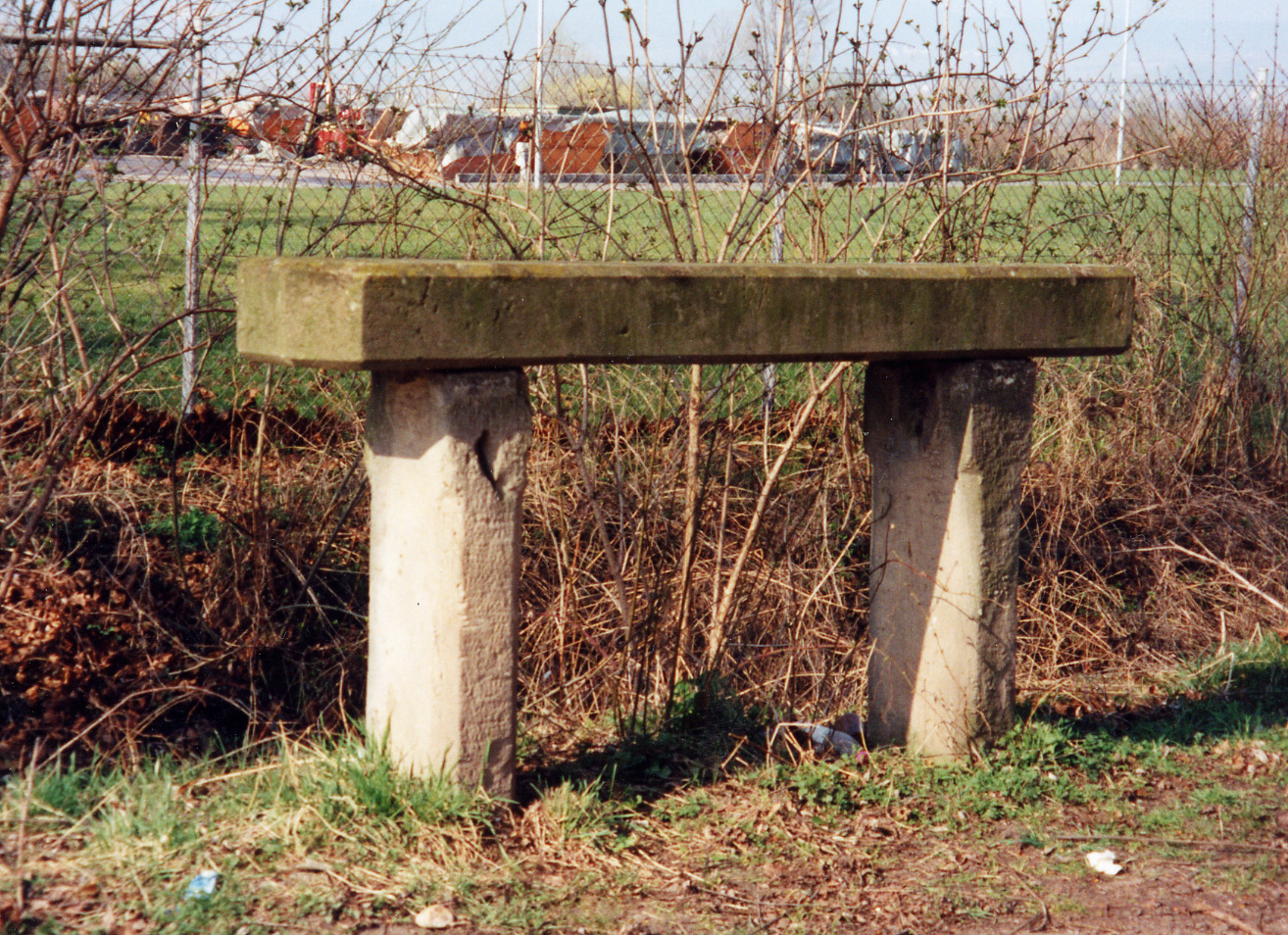
Die von Gödel beschriebene Napoleonsbank im Osten von Bad Dürkheim

Ab etwa 1955 widmete sich Gödel der Heimatgeschichte und erforschte die Pfalz als ehrenamtlicher Mitarbeiter des Landesdenkmalamtes Rheinland-Pfalz. Maßgeblich war er an den Ausgrabungen der Villa rustica Weilberg und der Villa rustica in Wachenheim beteiligt. Neben Kulturdenkmälern befasste er sich auch mit kleineren Objekten wie Menhiren oder der Geschichte der in der Pfalz verbreiteten Napoleonsbänke.
Gödel schrieb drei Bücher und mehr als 180 Artikel über die Geschichte der Pfalz. Die fotografische Dokumentation seiner Ausgrabungen ist mit 3600 Dias im Kulturzentrum Haus Catoir, das zum Stadtmuseum von Bad Dürkheim gehört, archiviert und so weiterer Forschung zugänglich.

## Mitgliedschaften und Ehrungen
Gödel war Mitglied der Pollichia, Verein für Naturforschung, Naturschutz und Umweltbildung e. V., der Museumsgesellschaft Bad Dürkheim und des Leistadter Heimatvereins. Er wurde für seine Verdienste mit mehreren Ehrenpreisen ausgezeichnet, unter anderem mit der Ehrennadel des Landes Rheinland-Pfalz.

## Veröffentlichungen (Auswahl, chronologisch)
- Die Suppenschüssel beim Forsthaus Erlenbach. In: Pfälzer Heimat 18, 1967, S. 107–110.
- Zu Flurnamen bei Bad Dürkheim – Grähberg und Weilerskopf. In: Pfälzer Heimat 18, 1967, S. 53–55.
- Über einige Steinbrüche. In: Pfälzer Heimat 21, 1970, S. 2–9.
- Die Bergnamen „Weinbiet“ und „Ringelstein“, zugleich ein Beitrag über Felszeichnungen. In: Pfälzer Heimat 22, 1971, S. 120–123.
- Steinbruchwesen in den Haingeraiden. In: Pfälzer Heimat 22, 1971, S. 59–60.
- Das „Henkmantels-Loog“ bei Weidenthal, Entwicklung einer Felszeichnung. In: Pfälzer Heimat 23, 1972, S. 114–115.
- Vosegus-Inschrift von Busenberg. In: Pfälzer Heimat 31, 1980, S. 121–122.
- Grenzmarken. Der Lange Stein auf dem Stahlberg und die Loogzeichen auf mittelalterlichen Grenzmarken. In: Nordpfälzer Geschichtsverein. Mitteilungen 1984.
- Rodenbach – Das alte Rathaus und die Kirche St. Barbara. In: Nordpfälzer Geschichtsverein. Mitteilungen 65, 1985, S. 61–63.
- Menhire. Zeugen des Kults, Grenz- und Rechtsbrauchtums in der Pfalz, Rheinhessen und dem Saargebiet. Historischer Verein der Pfalz, Speyer 1987.
- Schlüsselstein, Mönchskappe, Toter Mann: drei bemerkenswerte Bergnamen bei Höningen. In: Pfälzerwald 4/1989, S. 3 ff.
- Leistadt: aus der Geschichte eines ehemaligen Reichsdorfes. Leistadt 1994.